# Anthony Jeanjean
Anthony Jeanjean (Béziers, 13 de maio de 1998) é um desportista francês que compete no ciclismo na modalidade de BMX estilo livre. Ganhou uma medalha de ouro no Campeonato Europeu de Ciclismo BMX Estilo Livre de 2019, na prova de parque.

## Palmarés internacional
| Campeonato Europeu | Campeonato Europeu | Campeonato Europeu | Campeonato Europeu |
| Ano                | Lugar              | Medalha            | Competição         |
| ------------------ | ------------------ | ------------------ | ------------------ |
| 2019               | Cadenazzo Suíça    | Medalha de ouro    | Parque             |